# Olula de Castro
Olula de Castro – gmina w Hiszpanii, w prowincji Almería, w Andaluzji, o powierzchni 33,6 km². W 2011 roku gmina liczyła 191 mieszkańców.